# Denis Julien Inscription (Colorado)
Ne doit pas être confondu avec Denis Julien Inscription (comté de Grand) ou Denis Julien Inscription (comté de San Juan).
La Denis Julien Inscription est une inscription lapidaire laissée par Denis Julien en 1838 dans ce qui est aujourd'hui le comté de Moffat, dans le Colorado, aux États-Unis. Protégée au sein du Dinosaur National Monument, elle est inscrite au Registre national des lieux historiques depuis le 19 décembre 1986.
L'inscription se situe à environ 1,5 m au-dessus du niveau normal de l'eau.